# La Pierre du rire
La Pierre du rire (en version originale Hajar al-Dahik) est un roman de Hoda Barakat paru en 1990 qui raconte la guerre du Liban du point de vue d'un homme homosexuel.
Khalil, l'antihéros du roman, tombe amoureux de son ami d'enfance Naji, qui meurt dans la guerre. Durant sa vie adulte, Khalil continue d'être attiré et parfois séduit par des hommes, mais aucune relation durable n'est tissée, soit car ces hommes meurent soit parce que la contexte de la guerre est trop douloureux. Durant la majeure partie de l'histoire, Khalil cultive une certaine androgynie, s'absorbant notamment dans le nettoyage de son logis après chaque bombardement israélien, pour oublier la violence du dehors. Dans l'épilogue, qui présente Khalil transformé par les années de guerre, il viole la mère qui loue son appartement. Ainsi, Barakat montre que Khalil, face à l'instabilité et la dureté du conflit, est désormais empreint de la culture masculiniste dont il souffre pourtant lui-même tout au long du récit. La Pierre du rire est considérée comme le premier roman arabophone avec un personnage principal gay.

## Éditions
- (ar) Hudā Barakāt, Ḥaǧar aḍ-ḍaḥik: riwāya, Riad el-Rayyes, coll. « as-Silsila ar-riwāʾı̄ya », 1990 (ISBN 978-1-85513-053-1)
- Hudā Barakāt (trad. Nadine Acoury), La Pierre du rire: roman, Actes Sud, coll. « Mondes arabes », 1996 (ISBN 978-2-7427-0596-2)